# Nowe Trzciano
Nowe Trzciano – wieś w Polsce, położona w województwie podlaskim, w powiecie sokólskim, w gminie Szudziałowo.
| SIMC    | Nazwa     | Rodzaj  |
| ------- | --------- | ------- |
| 0042122 | Grodzisko | kolonia |

W latach 1975–1998 wieś administracyjnie należała do województwa białostockiego.
Poprzednia nazwa wsi to Trzciano Nowe. Położona w sąsiedztwie Puszczy Knyszyńskiej.
Prawosławni mieszkańcy należą do parafii w Ostrowiu Północnym, a katoliccy mieszkańcy do parafii w Szudziałowie.